# Metalacurbs cornipes
Metalacurbs cornipes is een hooiwagen uit de familie Biantidae.